# Seznam děkanů Filmové a televizní fakulty Akademie múzických umění
Toto je seznam děkanů na Filmové a televizní fakulty Akademie múzických umění v Praze.
- Karel Plicka (1946–1950)
- Julius Kalaš (1950–1951, zastupující děkan)
- František Dvořák (1951–1952)
- Miloš V. Kratochvíl (1952–1954)
- Jaroslav Bouček (1954–1958)
- František Dvořák (1958–1960)
- Miloš V. Kratochvíl (1960–1961)
- Bedřich Pilný (1961–1967)
- František Daniel (1967–1969)
- Josef Ceremuga (1970–1973)
- Bedřich Pilný (1973–1976)
- Ilja Bojanovský (1976–1980)
- Václav Sklenář (1980–1990)
- Josef Pecák (1990–1993)
- Petr Prokop (1993, zastupující děkan)
- Jan Bernard (1993–1999)
- Karel Kochman (1999–2002)
- Michal Bregant (2002–2008)
- Pavel Jech (2008–2016)
- Zdeněk Holý (2016–2020)
- Andrea Slováková (2020–2024)
- David Čeněk (od 20. 5. 2024)